# Tłuczek (rozdrabniacz karmy)
Tłuczek – rodzaj rozdrabniacza karmy,  zwłaszcza lekko podgotowanych ziemniaków dla trzody chlewnej. Przy okazji rozdrabniania następuje ich mieszanie np. z osypką lub otrębami. Rozdrabnianie i mieszanie często przeprowadza się w korycie. Tłuczek kształtem przypominający maczugę lub kij bejsbolowy, wykonany jest z drewna.